# Nariño (Cundinamarca)
Pour les articles homonymes, voir Nariño (homonymie).
Nariño est une municipalité située dans le département de Cundinamarca, en Colombie.